# بارسيغ كيراكوسيان
بارسيغ كيراكوسيان (23 سبتمبر 1982 بفلاديقوقاز في روسيا - ) هو لاعب كرة قدم أرمني وروسي في مركز الوسط. شارك مع منتخب أرمينيا لكرة القدم. أما مع النوادي، فقد لعب مع FC KAMAZ Naberezhnye Chelny ‏ وFC Lada-Tolyatti ‏ وFC Avtodor Vladikavkaz ‏ وFC Mashuk-KMV Pyatigorsk ‏ وFC Spartak Vladikavkaz (2008) ‏ وFC Lokomotiv Liski ‏ ونادي ينيسي كراسنويارسك ‏ ونادي خيمكي.

## روابط خارجية
- بارسيغ كيراكوسيان على موقع قاعدة بيانات كرة القدم.إي يو (الإنجليزية)
- بارسيغ كيراكوسيان على موقع ناشيونال فوتبول تيمز (الإنجليزية)
- بارسيغ كيراكوسيان على موقع Soccerway.com (الإنجليزية)